# Dominick Argento

Dominick Argento in 2016

Dominick Argento (York (Pennsylvania), 27 oktober 1927 - Minneapolis, 20 februari 2019) was een componist uit de Verenigde Staten. Hij is vooral bekend om zijn opera’s en koormuziek. 

## Leven en werk
Als zoon van een Siciliaans echtpaar groeide Argento op in zijn geboorteplaats. Na de highschool afgemaakt te hebben, moest hij het leger in als ontcijferaar van codes. Daarna begon hij een pianostudie aan het Peabody Conservatorium. Deze studie ruilde hij al snel in voor een studie compositie. Zijn leraren waren Nicholas Nabokov, Henry Cowell en Hugo Weisgall. Gedurende die studie was hij de artistiek leider van het Weisgall’s Hilltop Music Company (een antwoord op het Aldeburgh-festival van Benjamin Britten in Engeland) om plaatselijke componisten in de gelegenheid te stellen hun werk te laten uitvoeren. Op deze manier kwam hij steeds meer in aanraking met opera’s en andere muzieksoorten en –stijlen. Toneeldirecteur van het festival was John Olson-Scrymgeour, met wie Argento later enkele opera’s zou schrijven. Hij verbleef ook een jaar in Florence vanwege een beurs en studeerde daar kort bij Luigi Dallapiccola. Hij zette zijn studie voort aan de Eastman School of Music, waar hij studeerde bij Alan Hovhaness, Bernard Rogers en Howard Hanson. Na het behalen van zijn graad keerde hij voor een jaar terug naar Florence. Hij behield een zwak voor deze stad en verbleef er ieder jaar.
In 1958 verhuisde hij naar Minneapolis en begon hij samen met zijn vrouw Carolyn muziektheorie en compositie te onderwijzen aan de Universiteit van Minnesota. Al snel kreeg hij van allerlei ensembles opdrachten voor composities, zodat hij zich snel thuis voelde in de regio. Hij schreef ook stukken voor het pas geopende Guthrie Theater en stichtte in 1963 samen met Scrymgour de Center Opera Company, die daar nog steeds zijn thuisbasis heeft. Zijn ster bleef stijgen, zeker toen in 1971 zijn opera Postcard from Morocco werd uitgevoerd. Hij ontving opdrachten uit de gehele VS, van operastichtingen in Minnesota, Washington en New York, maar ook van orkesten (Baltimore Symphony en St. Louis Symphony) en van musici zelf. In de jaren 70 begon hij ook eenvoudige koorwerken te componeren voor het koor van de Congregational Church in Minneapolis. Het begon eenvoudig, maar ook hier volgden snel opdrachten voor koorwerken van het hele land. Zijn componeerstijl combineert elementen van atonaliteit en dodecafonie in een overwegend tonale context, die geen verband heeft met de experimentele muziek van vele van zijn tijdgenoten in de tweede helft van de 20e eeuw.  
Dominick Argento behield de titel van Professor Emeritus aan de University of Minneapolis en bleef ook na zijn emeritaat componeren. Hij stierf op 91-jarige leeftijd.

## Oeuvre (selectie)

### Opera’s
- 1954: Sicilian Limes;
- 1957: The Boor;
- 1958-1960: Colonel Jonathan the Saint;
- 1964: The Masque of Angels (samen met Scrymgour);
- 1962: Christopher Sly, gebaseerd op The Taming of the Screw (samen met Scrymgour);
- 1967: The Shoemaker’s Holiday, gebaseerd op een toneelstuk van Thomas Dekker (samen met Scrymgour);
- 1971: Postcard form Morocco (libretto van Jon Donahue)
- 1976-1976: The Voyage of Edgar Allen Poe (libretto Charles Nolte), een opdracht van Minnesota Opera en universiteit;
- 1977: Miss Havisham’s Fire, libretto Scrymgour, opdracht van New York City Opera, later omgewerkt tot Miss Havisham’s Wedding Night (1981) en in 1995 gereviseerd tot de oorspronkelijke titel.
- 1984: Casanova’s Homecoming, libretto van de componist, voor de Minnesota Opera;
- 1987: The Aspern Papers, libretto van hemzelf gebaseerd op een verhaal van Henry James;
- 1993: The dream of Valentino (première in Kennedy Center)

### Liederen
- 1950-1955: Songs about spring, tekst door E.E. Cummings (stem en piano)
- 1956: Ode to the west wind, teksten van Shelley (voor sopraan en orkest)
- 1958: Six Elizabeth Songs (cyclus);
- 1968: Letters from composers, gebaseerd op brieven van onder anderen Frederic Chopin en Puccini (cyclus)
- 1972: To be sung upon the water, teksten van Wordsworth, voor stem, piano en klarinet;
- 1974: From the diary of Virginia Wolff, geschreven voor Janet Baker en gewaardeerd met de Pullizer Prijs; (cyclus)
- 1983: Casa Gaudí, gebaseerd op brieven van Elizabeth Barret Browning; cyclus
- 1996: Few words about Tsjechov.(cyclus)
- 1997: A water bird talk, gebaseerd op een kort verhaal van Tsjechov (cyclus);
- 1998: Miss manners on Music, gebaseerd om columns van Judith Martin (cyclus)
- 1998: The Bremen Town Musicians, teksten van de componist, een kindervoorstelling met verteller en orkest.

### Koorwerken
- 1968: The revelation of St. John the Divine (mannenkoor, koper en percussie);
- 1968: A nation of cowslips, teksten Keats,
- 1970: tria Carmina Pasachalia, Paascantatie voor vrouwenkoor;
- 1973: Jonah and the whale, oratorium op middeleeuwse Engelse teksten;
- 19??: Peter Quince at the clavier (gedicht van Wallace Stevens)
- 1982: I hate and love, teksten Catullus
- 1987: Te Deum
- 1989: A Toccata of Galuppi’s, teksten Robert Browning
- 1994: Spirituals and swedisch chorales;
- 1996: Walden Pond, teksten Thoreau,
- 2003: Dover Beach;
- 2007: Apollo in Cambridge

### Orkestwerken
- 1954: Divertimento voor strijkers;
- 1965: Variations for orchestra (The mask of night);
- 1969: Bravo Mozart; een muzikale biografie;
- 1972: A ring of time, voor orkest en klokkenspel;
- 1977: In praise of music, liederen voor orkest;
- 1982: Fire Variations
- 1985: Capriccio Rossini in Paris, eigenlijk een klarinetconcert.
- 1985: Le tombeau d’Edgar Poe (suite uit opera Voyage of E.A.Poe);
- 1994: Valentine dances (suite uit opera The dream of Valentino)

### Overig
- 19?? Strijkkwartet.
- 1956: The resurrection of Don Juan (ballet en suite);
- 1964: Royal invitation (homage to the queen of Tonga)(ballet)